# خيسوس أغيري
خيسوس أغيري (بالإسبانية: Jesús Aguirre)‏ هو سياسي إسباني، ولد في 9 يونيو 1934 في مدريد في إسبانيا، وتوفي بنفس المكان في 11 مايو 2001 بسبب سرطان الحنجرة.